# Hodruša-Hámre
Hodruša-Hámre es un municipio del distrito de Žarnovica en la región de Banská Bystrica, Eslovaquia, con una población estimada a final del año 2024 de 1992 habitantes.

## Descripción
Se encuentra ubicado al noroeste de la región, en el valle del río Hron —un afluente izquierdo del Danubio— y cerca de la frontera con las regiones de Nitra y Trenčín.

## Demografía
| Año        | 1994 | 2004    | 2014    | 2024    |
| ---------- | ---- | ------- | ------- | ------- |
| Población  | 2399 | 2288    | 2212    | 1992    |
| Diferencia |      | −4,62 % | −3,32 % | −9,94 % |

| Año        | 2023 | 2024    |
| ---------- | ---- | ------- |
| Población  | 1996 | 1992    |
| Diferencia |      | −0,20 % |